# (34356) 2000 RR20
2000 RR20 (asteroide 34356) é um asteroide da cintura principal. Possui uma excentricidade de 0.12703670 e uma inclinação de 7.08703º.
Este asteroide foi descoberto no dia 1 de setembro de 2000 por LINEAR em Socorro.